# Clodô
Clodô, właśc. Clodôaldo Caldeira (ur. 1 grudnia 1899 w Botucatu – zm. 26 listopada 1988) – piłkarz brazylijski, występujący podczas kariery na pozycji środkowego obrońcy.

## Kariera klubowa
Karierę piłkarską Clodô rozpoczął w klubie Mackenzie São Paulo w 1917 roku. W latach 1920–1929 występował w Paulistano São Paulo. Podczas tego okresu Clodô czterokrotnie zdobył mistrzostwo Stanu São Paulo – Campeonato Paulista w 1921, 1926, 1927 i 1929 roku. Ostatnim klubem w jego karierze było São Paulo da Floresta, gdzie zakończył karierę w 1934 roku. Podczas tego okresu Clodô zdobył mistrzostwo Stanu São Paulo – Campeonato Paulista w 1931 roku.

## Kariera reprezentacyjna
W reprezentacji Brazylii Clodô zadebiutował 22 października 1922 w wygranym 2-1 meczu z reprezentacją Argentyny, którego stawką był Copa Julio Roca 1922. W 1925 uczestniczył w turnieju Copa América 1925, na którym Brazylia zajęła drugie miejsce. W turnieju Clodô wystąpił w trzech meczach z Argentyną i dwukrotnie Paragwajem. Drugi mecz z reprezentacją Paragwaju rozegrany 17 grudnia 1925 był czwartym i ostatnim meczem Clodô w barwach canarinhos.